# Ferrocarril del Sureste (Rusia)

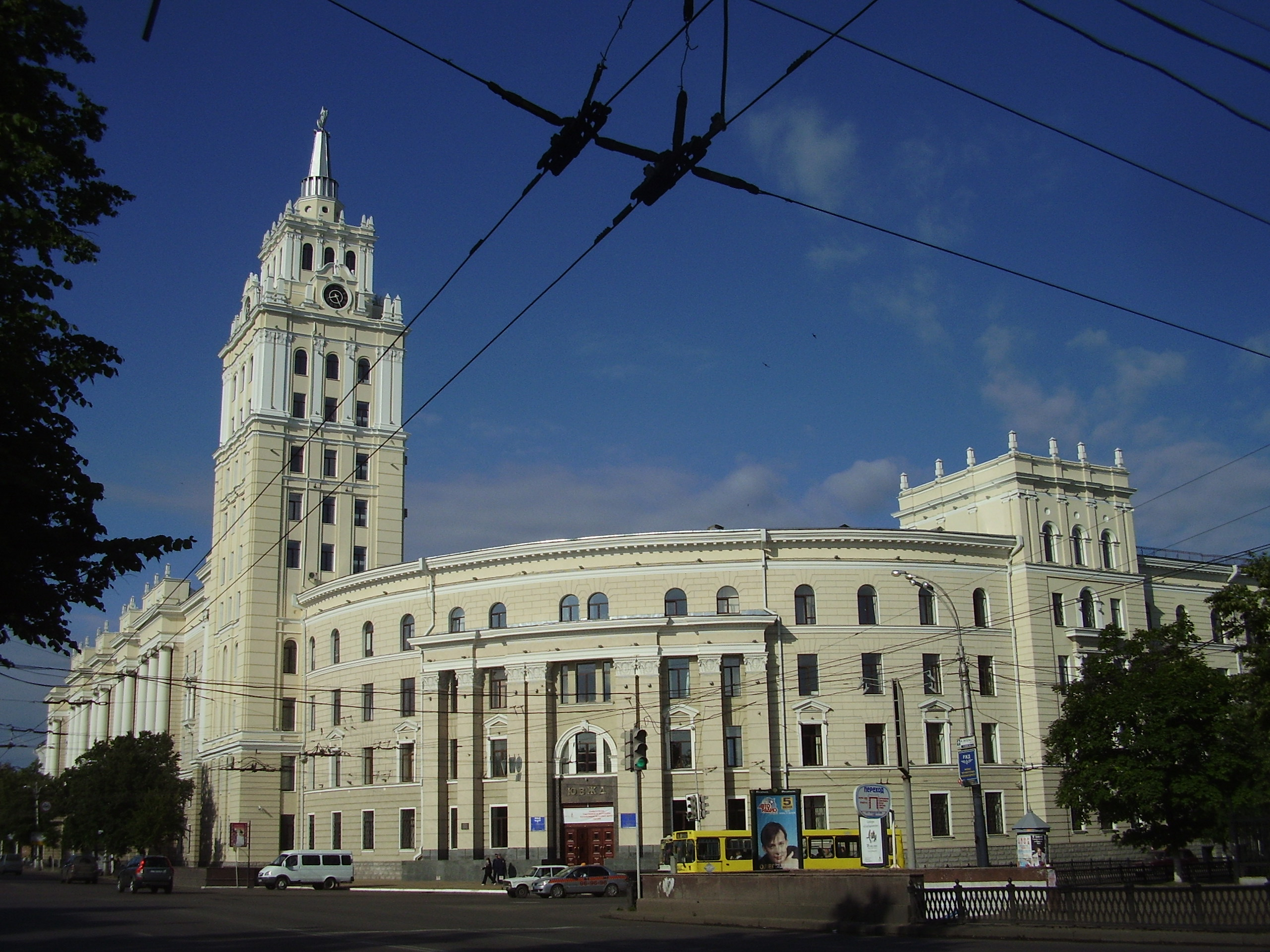
Sede central de YuBZhD en Vorónezh.

Ferrocarriles del Sureste (YuBZhD) (Юго-Восточная железная дорога en ruso, transl.: Yugo-Vostochnaya Zheleznaya Doroga) es una compañía férrea subsidiaria de Ferrocarriles Rusos con sede en Vorónezh. A pesar del nombre de la empresa, la red ferroviaria opera en las regiones del suroeste de Rusia.
Las líneas dan servicio a los óblasti de Voronezh, Belgorod, Volgogrado, Rostov, Tula, Kursk, Riazán, Tambov, Lipetsk, Sarátov y Penza.
La red ferroviaria tiene una extensión de 4.189,1 km.

## Historia
La red ferroviaria inicial fue establecida a finales del siglo XIX por una compañía privada regida por dos alemanes de origen báltico: Paul von der Wiese y Karl Otto Georg von Meck. La primera línea fue inaugurada en 1886 conectando Riazán con Michurinsk. Hasta 1871 se fueron construyendo nuevas líneas y ampliando la existente dando servicio a las localidades de Vorónezh, Tsaritsyn (actual Volgogrado), Sarátov y Rostov del Don.
En 1890 fue terminada la línea Balashov-Járkov, Ucrania.
Tras la Revolución Rusa con la consecuente llegada al poder del régimen soviético, la compañía fue nacionalizada.